# زولتان فينزي
زولتان فينزي (بالمجرية: Vincze Zoltán)‏ هو لاعب كرة قدم مجري في مركز الدفاع، ولد في 23 ديسمبر 1974 في بودابست في المجر. لعب مع نادي بكسكابا 1912 إلوره ونادي بودابست هونفيد ونادي مول فيهيرفار.